# Thomea newtoni
Thomea newtoni é uma espécie de gastrópode da família Coeliaxidae
É endémica de São Tomé e Príncipe.